# Sabine Vogt
Sabine Vogt (* 20. Juni 1970) ist eine deutsche Altphilologin.

## Leben
Sabine Vogt studierte von 1989 bis 1995 Klassische Philologie, Germanistik und Klassische Archäologie an der Universität München und am St. John’s College in Oxford. Nach einem einjährigen Studienaufenthalt am Darwin-College in Cambridge wurde sie 1999 bei Hellmut Flashar in Griechischer Philologie an der Universität München mit einer Übersetzung mit Kommentar zu den Physiognomonica des Aristoteles promoviert. Nach der Vertretung einer Oberassistenten-Stelle am Seminar für Klassische Philologie der Universität Mainz 2001 wechselte sie 2002 als Lektorin für Altertumswissenschaften zum Verlag Walter de Gruyter in Berlin. Im Oktober 2012 wurde sie als Professorin für Klassische Philologie mit Schwerpunkt Gräzistik an die Universität Bamberg berufen. Seit 2023 ist sie Vizepräsidentin für Diversität und Internationales.
Vogt ist Mitglied der Mommsen-Gesellschaft, der Gesellschaft für antike Philosophie, des Beirats des August-Boeckh-Antikezentrums der Humboldt-Universität zu Berlin und war amtierende Vorsitzende des Deutschen Altphilologenverbands bis 2016.

## Veröffentlichungen (in Auswahl)
- mit Wilfried Stroh und Philipp Trautmann (Hrsg.): Senecae Troadis libellus bilinguis – Zweisprachiges Programmheft zu Senecas Troas. München 1993.
- Anton Bierl und Peter von Möllendorff (Hrsg.) unter Mitarbeit von Sabine Vogt: Orchestra. Drama – Mythos – Bühne. Festschrift für Hellmut Flashar. Teubner, Leipzig 1994
- Hellmut Flashar (Hrsg.) unter Mitwirkung von Sabine Vogt: Die Altertumswissenschaft in den 20er Jahren. Neue Fragen und Impulse. Franz Steiner Verlag, Stuttgart 1995.
- Aristoteles, Werke in deutscher Übersetzung. Begr. v. Ernst Grumach, hrsg. von Hellmut Flashar. Bd. 18. Opuscula, Teil 6. Physiognomonica. Übersetzt u. kommentiert von Sabine Vogt. De Gruyter, Berlin 1999 (= Dissertation).
- (Hrsg.): Hellmut Flashar, Spectra. Kleine Schriften zu Drama, Philosophie und Antikerezeption. Gunter Narr Verlag, Tübingen 2004.